# ガリレオによるピサの斜塔実験

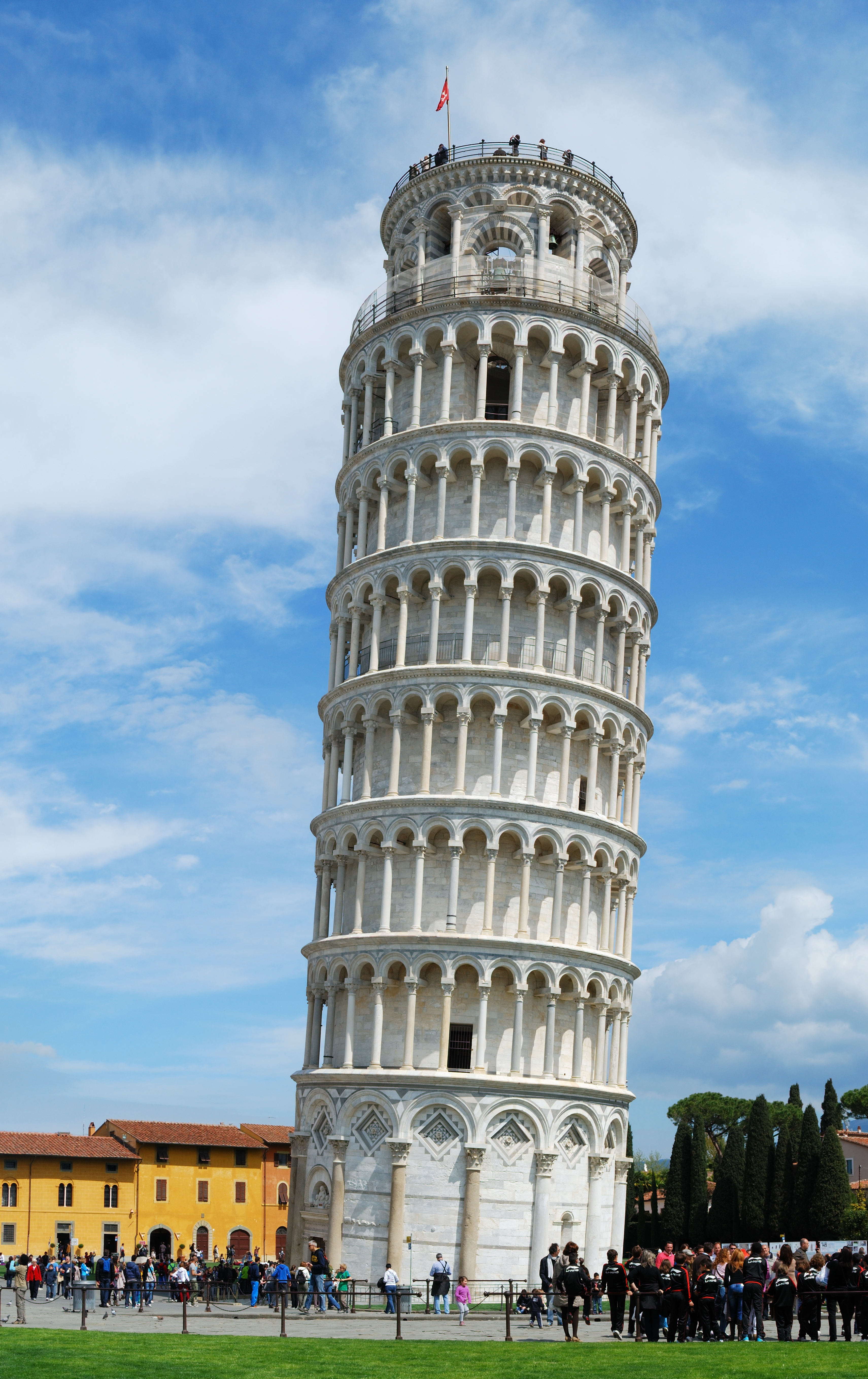
ピサの斜塔

ガリレオによるピサの斜塔実験（ガリレオによるピサのしゃとうじっけん）とは、ガリレオ・ガリレイが実施したとされる物理実験。ガリレオは、ピサの斜塔の上から質量の異なる2つの物体を同時に落とし、それらが同時に地面に到達することを観測したと伝えられている。この実験はガリレオの弟子のヴィンチェンツォ・ヴィヴィアーニによって世に広まった。しかし複数の学者は、ガリレオはこの実験を実施していないと主張している。

## 実験の内容

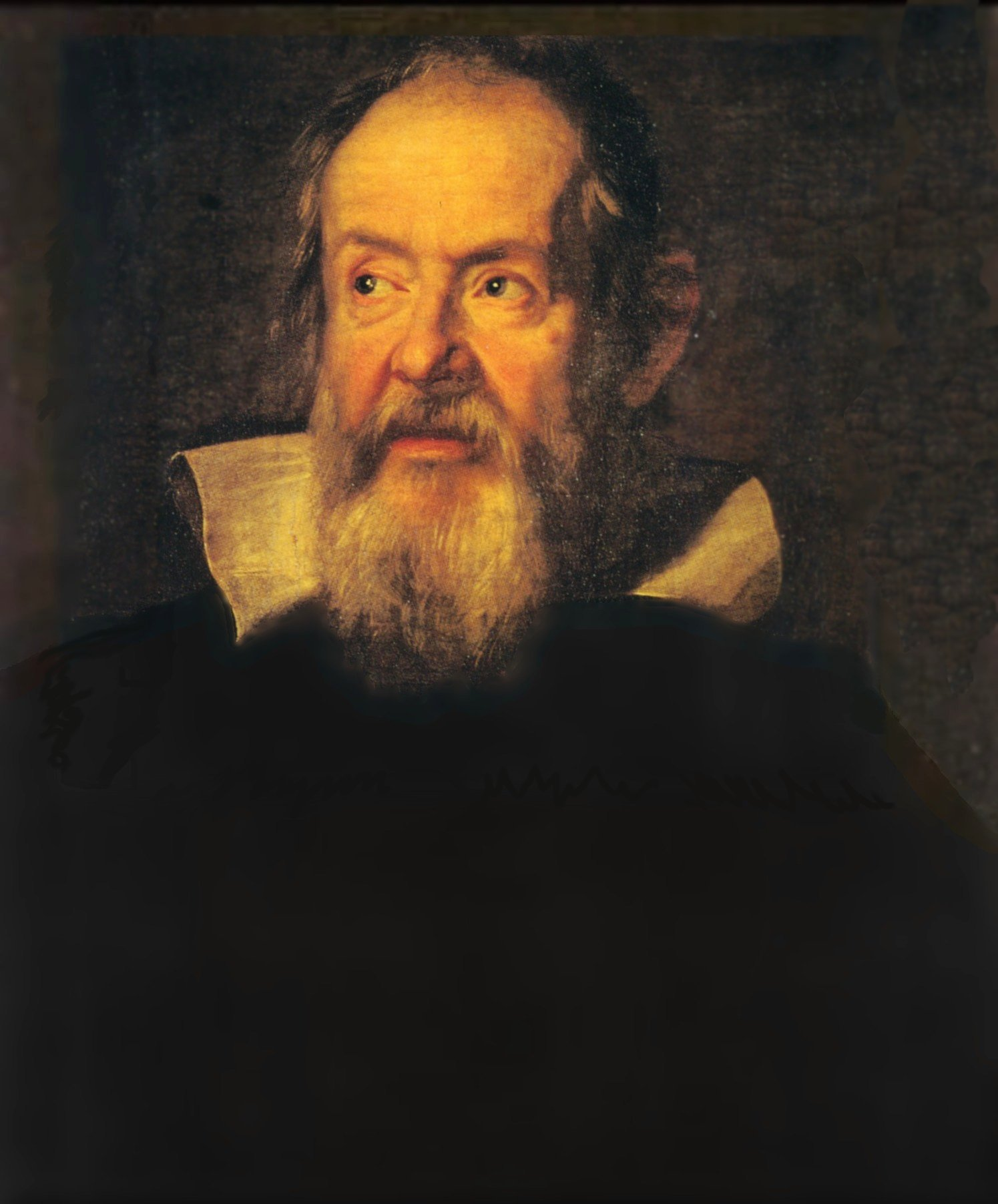
ガリレオ・ガリレイ

ガリレオ・ガリレイは1564年ピサに生まれ、1589年から1592年までピサ大学教授の地位にあった。ピサの斜塔実験は、ピサ大学教授時代の出来事として伝えられている。
伝えられている話によると、ガリレオはピサの斜塔のてっぺんに上り、教授たちを含む見物客の見守る中、2つの球を同時に落とした。すると、2つの球は同時、あるいはほぼ同時に地面に到達した。なお、時代が下るにつれて書籍などで脚色が加わるようになったため、実験の詳細については出典により異なる。

## 実験の背景
この実験の背景には、古代ギリシアの哲学者アリストテレスの理論がある。アリストテレスは著書『自然学』で、同じ媒体の中では、物体の重さが大きいほど速く移動すると記し、著書『天体論』でも、重さが2倍の物体は一定の距離を半分の時間で動くと記している。
すなわちアリストテレスは、物体が落下するときの速度は、物体の質量に比例すると述べていた。そして、ガリレオの時代、多くの教授はまだアリストテレスの考えを支持していた。例えばピサ大学時代においてガリレオの師にあたるフランチェスコ・ブオナミチも、著書でこの考えを前提に議論を進めている。
したがって、斜塔実験は古代より信じられていたアリストテレスの考えを打ち破るものであり、実験の目的は、旧来の教授たちに事実を見せるためだったといわれている。

## ガリレオの実験記録

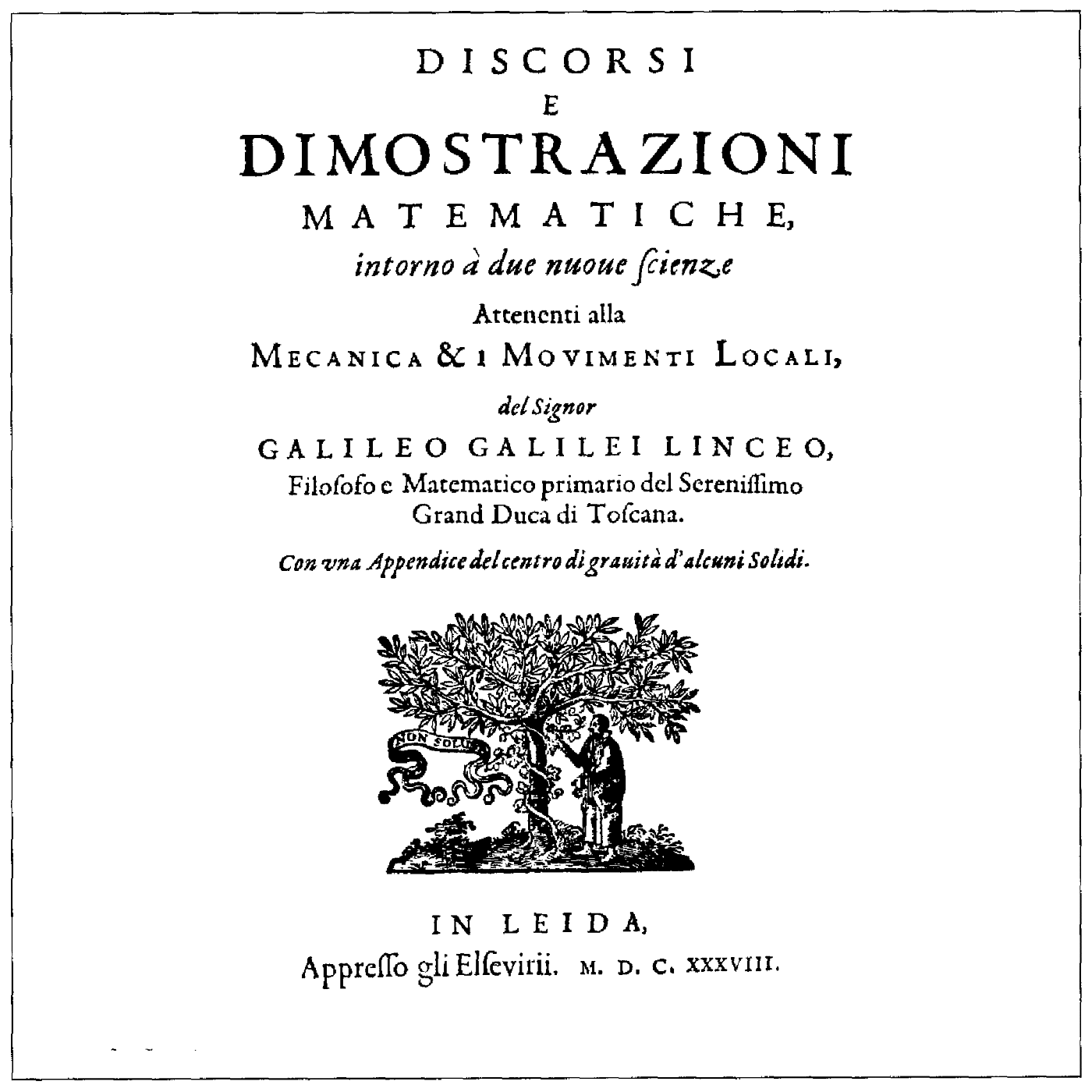
『新科学対話』

### ガリレオによる記述
ガリレオ本人は、著書『運動について』『天文対話』『新科学対話』において、物体の落下について述べている。しかし、ピサの斜塔実験については、いずれの著作にも見当たらない。

#### 『運動について』
『運動について』はピサ大学教授時代に書かれた本である。ただしガリレオの生前には公刊されていない。
同書では、塔からの物体落下について複数回取り上げている。そしてその中では、以下のようにアリストテレスを批判している。
しかし上記の箇所においても、また、同書中の他の箇所においても、ピサの斜塔から実験したとは述べられていない。そのうえ同書では、「運動の初めには軽いものの方が重いものより先を進み、より速い」とも記されている。この時代のガリレオは、まだ落体の法則についての考えが固まっていなかったと考えられている。

#### 『新科学対話』
『新科学対話』は、ガリレオ晩年の1638年に出版された本である。
本書は3人の登場人物による対話で構成されている。そして、その1人であるサグレードが次のように話す場面がある。
更に別の箇所では、登場人物のサルヴィアーティが、「同じ大きさであるが、たとえば鉛の球と樫の球のように、一方が他方より一〇倍ないし一二倍も重い二つの球が、一五〇あるいは二〇〇ブラッチョの高さから落下するとき、両者はほとんど同じ速さで地面に到達することが実験により示されますから」と話している。このように本書では、ガリレオ自身の実験とは書かれていないものの、異なる重さの2つの物体を同時に落とすことが実験されたと記述されている。

### ヴィヴィアーニによる記述

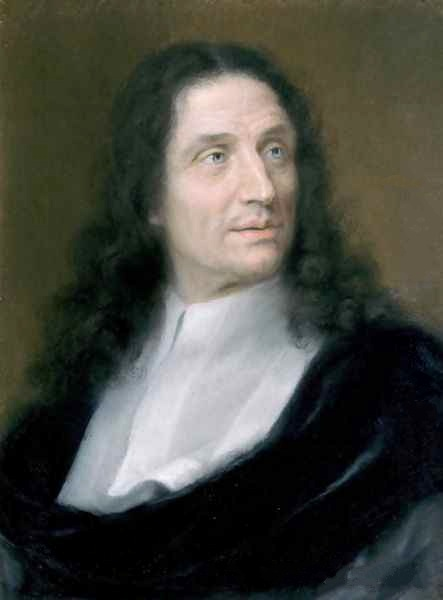
ピサの斜塔実験を世に広めたヴィンチェンツォ・ヴィヴィアーニ

ピサの斜塔実験を初めて公表したのは、ガリレオの弟子のヴィンチェンツォ・ヴィヴィアーニである。ヴィヴィアーニは、1654年から1657年の間に書かれ、1717年に発表されたガリレオの伝記において、以下のように記した。
この記述が後世の伝記作家たちの著書に採用され、さらに脚色が加えられ、広まっていった。なお、ヴィヴィアーニがガリレオのもとにいたのはガリレオ晩年の1639年から1642年までであるため、ヴィヴィアーニ自身はこの実験を見学していない。

## ガリレオ以外の実験記録

### ガリレオの実験以前の記録
ガリレオより前の時代、あるいはガリレオと同時代に、ガリレオ以外の手によって、アリストテレスの考えを批判した記録や、異なる重さの物体が落とされた実験について書かれた記録も残されている。
アリストテレスの理論については、古くは6世紀にヨハネス・ピロポノスによって批判されていた。また、1544年にベネデット・ヴァルキも、重いものほど速く落ちるというアリストテレスの考えは正しくないと述べている。
アリストテレスの理論を思考実験という形で否定したのは、イタリアのジャンバッティスタ・ベネデッティである。1554年、ベネデッティは、同じ重さの5個の球を同時に落とす運動を考えた。このとき、5個の球は同時に地面に到達する。しかし、5個のうちの4個の球をつなげて1個の物体と考えた場合、それは元の球の4倍の重さとなる。したがって、元の球の重さでも、その4倍の重さでも、地面に到達するのは同時だと考えられる。
ベネデッティの考えは、ガリレオに影響を与えたといわれている。実際、ガリレオの『新科学対話』では、上記の思考実験と似た議論が展開されている。
ベルギーのジャン・テニエもまた、ベネデッティの影響を受けた。テニエは1561年の著書で落体の理論を記し、同書は1579年に英訳された。この本ではベネデッティに触れていないが、内容は図も含めてベネデッティの著作と同一であり、明らかにベネデッティの剽窃である。しかし同書によってベネデッティの理論はイタリア国外に広がった。
テニエの本を読んだ1人が、オランダのシモン・ステヴィンであった。そしてステヴィンは、知人でデルフト市長のデ・クロートと協力して落下実験を試みた。ステヴィンらは、一方が他方の10倍の重さの2つの鉛の球を用意し、それを30フィートの高さから同時に落とした。そして、球が落ちる音が1回だけ聞こえたことから、アリストテレスの理論は正しくないと結論付けた。ステヴィンらの実験は、遅くとも1586年に実施されている。したがって、仮にガリレオがピサ時代に実験していたとしても、ステヴィンらの実験はそれより3年以上早い。
このほか、パドヴァ大学のジュゼッペ・モレッティも、1576年、同じ大きさの鉛の球と木の球を同時に落とすと同時に地面に到達することを実験したと述べている。

### ガリレオと同時代のピサの斜塔実験
ガリレオ存命中のピサの斜塔実験としては、以下の2例がある。どちらも、ガリレオがピサ大学を離れて以降の出来事である。
1612年、ジョルジョ・コレジオは、ピサの斜塔から同じ材質で異なる重さの物体を落下させたと記録した。これは、ガリレオの友人でありアリストテレスを批判していたヤコポ・マッツォーニに反論するためであった。コレジオは、物体が同じ速さで落ちているように思うのは、低い場所で実験しているからだと考えたのである。コレジオの実験では、重い物体は軽い物体よりも速く落ちるという結果が得られた。したがってコレジオは、アリストテレスは正しいと結論付けた。
1641年、ヴィンチェンツォ・レニエリも、ピサの斜塔で実験した。これは、同じ大きさの鉛の球と木の球を落下させると同じ速度で地面に到達するという、イエズス会士ニッコロ・カベオの記述を確かめるためであった。レニエリによれば、この実験では少なくとも3キュビットの差が生じた。また、球形砲弾とマスケット銃弾の大きさにそれぞれ等しい2つの鉛の球での実験では、大きい球が手のひら1つ分だけ先に落ちるという結果が得られた。レニエリはこの実験の解釈についてガリレオに手紙で意見を求めた。

## 議論

### 20世紀前半まで
ガリレオによるピサの斜塔実験は、ヴィヴィアーニ以降広まっていった。一般向けの科学書では、現在に至るまで、この話を事実として描かれているものが多い。また、専門書でも、斜塔実験は実際にあったと述べているものが多くある。例えば、ガリレオ全集の編者であるアントニオ・ファボーロは、ガリレオ時代の記録を研究した結果、ヴィヴィアーニの記録は信頼できると論じた。また、フリードリッヒ・ダンネマンは、1910年から1913年に出版された『大自然科学史』のなかで、ガリレオは「ピサの斜塔から、半ポンドの銃丸と100ポンドの砲丸を同時に落とした。ところが、後者はただ2、3インチばかり先に落ちただけであった」と記した。
一方、ヴィヴィアーニの記述を疑い、ガリレオは実際にはピサの斜塔で実験していないと主張する学者も現れた。ドイツのエーミール・ヴォールヴィルは、ガリレオの『運動について』を検討したうえで、ピサ時代のまだ不安定なガリレオと、斜塔での公開実験のような積極的で挑戦的な態度とは相容れないものだと考えた。レーン・クーパーは1930年代に、ヴィヴィアーニの話は事実だと証明できないと論じ、斜塔の話をそのまま受け入れることは、アリストテレスの話を真実だと信じ込むのと同じようなものだと述べた。
アレクサンドル・コイレも1930年代の著作でピサの斜塔実験を否定した。そして、まだ若く権威のないガリレオが教授たちを集めて実験に立ち会わせたと考えるのは現実的でないと指摘した。それどころか、コイレは、ガリレオによる他の実験についても否定し、ガリレオの実験として名高い斜面を利用した実験に対しても、ガリレオが記録した方法では実施不可能だと主張した。こういったコイレの主張に対して、フランス科学史家のアルド・ミエリは、「A.コイレは『ガリレオはピサの実験を行なわなかったし考えつきもしなかった』と声高に主張するためにわれわれのもとにやってきた」と評したうえで批判した。

### 20世紀後半以降
20世紀後半に入っても、多くの学者が斜塔実験について言及している。実験がなかったとする人は、実験の記録がヴィヴィアーニの著書以外に存在しないことを指摘している。例えば、科学史家の伊東俊太郎は、1985年の著書などで、ガリレオの『運動について』でも、それ以降のコレジオやレニエリの実験記録でも、ガリレオの斜塔実験について触れられていないと述べている。また、レニエリがガリレオにあてた手紙に対し、ガリレオは返事を出している。その返事自体は現在残っていないが、そのガリレオの返事に対するレニエリの返事が残っているので、そこからガリレオの手紙の内容を推測することができる。レニエリはピサの斜塔から実験したことをガリレオに知らせているので、ガリレオも、自らの実験のことを話題に出すのが当然と思われるが、ガリレオは自らが実験したはずのピサの斜塔実験について述べていない。以上のことから伊東は、「ピサ時代に斜塔において実験したという痕跡は全くないといってよい」と結論付けている。
斜塔実験があったと主張する学者としては、スティルマン・ドレイクがいる。ドレイクは1970年代に出版したガリレオの伝記の中で、まず、この実験の結果については実験前からガリレオは知っていたのだから、これはデモンストレーションだと論じた。そして、この実験は長年忘れ去られていたが、ガリレオはレニエリの手紙を読んでこのことを思い出したのだろうと推測した。
当時ガリレオは目が不自由だったため、手紙はヴィヴィアーニに口述させていた。ドレイクの推測によれば、ガリレオはレニエリに返事を書く際、ヴィヴィアーニに、過去の自分の実験についても話した。その内容自体が手紙に書かれていたかどうかはさておき、ヴィヴィアーニはガリレオからその時聞いた話を覚えていて、後にガリレオの伝記を書く際に記した。
その裏付けとして、以下の事実を指摘している。レニエリの手紙には、異なる材質の球を落下させる実験と、同じ材質で異なる重さの球を落下させる実験の2つが書かれているが、ガリレオがピサ時代に結果を理解していたのは前者の実験であり、そして、ヴィヴィアーニが記したガリレオによるピサの斜塔実験も前者の実験であるため一致している。ヴィヴィアーニの伝記の他の箇所には疑わしい点もあるが、この件に関しては正確であるのでヴィヴィアーニを信用できると思われる。
21世紀に入っても、ピサの斜塔実験については、少なくとも1回は実験したとする学者もあるが、否定する学者も多い。

## 受容
ピサの斜塔実験は、ピサ時代のガリレオ伝説の中で最も有名であるが、このエピソードが事実かどうかについては定かでない。また、実施していたとしても、必ずしも2つの球が同時に着地するとは限らない。空気抵抗の問題の他にも、人間が2つの球を同時に放したつもりでいても実際は手を放す時間に差があることも確かめられている。
このような問題があるにもかかわらず、このエピソードは今でも人気があり、知られている。その理由として、ロバート・P・クリースは、ヴィヴィアーニの描写の力、一般向けの本では複雑なものごとを1つの英断で解決させがちなこと、これまでの権威の素性が暴かれて追放される、という物語が好まれることの3つを挙げている。
ガリレオの死後も、デモンストレーションとして類似の実験が実施されている。
空気ポンプの発明により、真空に近い状態を作り出せるようになってからは、真空中で2つの物体を落とす実験が何度もなされている。
科学史家のI・バーナード・コーエンは、斜塔実験について何度も聞かれるので、1956年、観客がいる中でピサの斜塔から2つの球を落とした。球はほぼ同時に地面に着いた。
1971年、アポロ15号の月面活動の際、ガリレオの実験が実施された。これは宇宙船通信担当官のジョー・アレンの発案で、実験は船長のデイヴィッド・スコットによりなされた。カメラの前に立ったスコットは、片手にハヤブサの羽根、もう片方の手にサンプル採取用のハンマーを持ち、同時に手を離した。直前のテストでは静電気により羽根が手袋についてしまい失敗したが、本番では、羽根とハンマーは同時に地面に着いた。結果を見て管制室に拍手が起こった。